# Rockstar Games
Rockstar Games, Inc. este o editură de jocuri video americană cu sediul în New York City. Compania a fost fondată în decembrie 1998 ca o subsidiară a Take-Two Interactive, folosind activele pe care Take-Two le-a achiziționat anterior de la BMG Interactive. Membrii fondatori ai companiei au fost Terry Donovan, Gary Foreman, Dan și Sam Houser și Jamie King, care au lucrat la Take-Two în acel timp, și din care frații Houser au fost anterior executivi ai BMG Interactive. Sam Houser conduce studioul ca președinte.
Din 1999, mai multe companii achiziționate de sau fondate sub Take-Two au devenit parte a Rockstar Games, precum Rockstar Canada (redenumit Rockstar Toronto) devenind primul în 1999, și Rockstar Dundee cel mai recent în 2020. Toate companiile organizate sub Rockstar Games poartă numele și sigla "Rockstar". În acest context, Rockstar Games este uneori referit ca Rockstar New York, Rockstar NY sau Rockstar NYC. Rockstar Games dispune și de un studio motion capture în Bethpage, New York.
Rockstar Games publică jocuri predominant în genul acțiune-aventură, în timp ce jocurile de curse au văzut, de asemenea, succes în companie. Una din francizele sale de acțiune-aventură este Grand Theft Auto, pe care Rockstar Games a preluat-o de la BMG Interactive, care a publicat intrarea originală a seriei din 1997. Cel mai recent joc din serie, Grand Theft Auto V, a vândut peste 200 de milioane de copii de la lansarea sa din septembrie 2013, făcându-l al doilea cel mai bine vândut joc din toate timpurile. Alte francize populare publicate de Rockstar Games sunt Red Dead, Midnight Club, Max Payne și Manhunt.

## Istorie
Pe 12 martie 1998, Take-Two Interactive a anunțat achiziționarea activelor editorului britanic de jocuri video BMG Interactive, care era inactiv, de la BMG Entertainment (o filială a Bertelsmann). În schimb, Take-Two urma să emită 1,85 milioane de acțiuni (aproximativ 16%) din acțiunile sale obișnuite către BMG Entertainment. Prin această achiziție, Take-Two a obținut mai multe dintre proprietățile intelectuale anterioare ale BMG Interactive, inclusiv Grand Theft Auto de la DMA Design și Space Station Silicon Valley. 
Tranzacția a fost anunțată ca fiind încheiată pe 25 martie. Trei executivi ai BMG Interactive - Dan Houser, Sam Houser și Jamie King - precum și Gary Foreman de la BMG Interactive și Terry Donovan de la casa de discuri Arista Records a BMG Entertainment, s-au mutat ulterior în New York City pentru a lucra pentru Take-Two Interactive. Într-o restructurare anunțată în aprilie, Sam Houser a fost numit "vicepreședinte al dezvoltării produselor la nivel mondial" al Take-Two. În decembrie 1998, frații Houser, Donovan și King au înființat Rockstar Games ca "etichetă de publicare de înaltă calitate" a Take-Two. Formarea a fost anunțată oficial pe 22 ianuarie 1999.
În ianuarie 2007, Take-Two a anunțat că Donovan, care până atunci era director general al Rockstar Games, a părăsit compania după o pauză de patru luni. A fost înlocuit de Gary Dale, care a devenit directorul de operare. Dale a lucrat anterior cu frații Houser și King la BMG Interactive, dar a părăsit compania când a fost achiziționată de Take-Two Interactive și s-a alăturat operațiunilor europene ale Capcom ca director general în 2003.
Până în februarie 2014, titlurile Rockstar Games au fost expediate în peste 250 de milioane de exemplare, cea mai mare franciză fiind seria Grand Theft Auto, care singură a avut cel puțin 250 de milioane de expedieri până în noiembrie 2016. Grand Theft Auto V Arhivat în 3 septembrie 2023, la Wayback Machine. a expediat cel mai mare număr de unități din istoria seriei și a companiei, cu peste 170 de milioane de exemplare, devenind al doilea cel mai bine vândut joc video din toate timpurile.
La cea de-a 10-a ediție a Premiilor Academiei Britanice de Jocuri din martie 2014, Rockstar Games a fost onorată cu Premiul BAFTA Academy Fellowship pentru "crearea unor lumi interactive complexe care au menținut compania în fruntea industriei jocurilor de peste un deceniu, atât din punct de vedere critic, cât și comercial". Jennifer Kolbe, care a început la recepția Take-Two, este șefa publicării Rockstar Games și supervizează toate studiourile de dezvoltare. Simon Ramsey este șeful departamentului de relații publice și comunicare al companiei.
În mai 2019, Rockstar Games a anunțat că achiziționează Dhruva Interactive de la Starbreeze Studios pentru 7,9 milioane de dolari, cu vânzarea finalizată mai târziu în acel lună și echipa Dhruva a fost integrată în Rockstar India.
În septembrie 2019, Rockstar Games a anunțat că au lansat propriul lor launcher de jocuri, un serviciu de distribuție digitală, management digital al drepturilor, multiplayer și comunicații. După o pauză prelungită după lansarea lui Red Dead Redemption 2 la începutul anului 2019, Dan Houser a părăsit Rockstar Games la 11 martie 2020.
Compania a achiziționat studioul scoțian Ruffian Games în octombrie 2020, redenumind studioul Rockstar Dundee.
În septembrie 2022, Rockstar a fost ținta unei încălcări de date în care au fost divulgate 90 de videoclipuri din dezvoltarea viitorului joc Grand Theft Auto Arhivat în 3 septembrie 2023, la Wayback Machine.. Rockstar a descris scurgerea ca o "intruziune în rețea" și a remarcat că a fost "extrem de dezamăgită" de modul în care jocul a fost prezentat inițial, dar că nu anticipează efecte pe termen lung asupra dezvoltării.
În august 2023, Rockstar a anunțat o colaborare cu Cfx.re Arhivat în 3 septembrie 2023, la Wayback Machine., echipa din spatele platformelor de modare FiveM și RedM pentru Grand Theft Auto V și Red Dead Redemption 2, respectiv. Michael Unsworth, vicepreședintele de scriere, a părăsit compania în 2023 după șaisprezece ani Arhivat în 3 septembrie 2023, la Wayback Machine..

## Filosofia companiei
În octombrie 2011, Dan Houser a declarat pentru Famitsu că Rockstar Games evită intenționat dezvoltarea jocurilor din genul first-person shooter, deoarece "este în ADN-ul nostru să evităm să facem ceea ce fac alte companii... obiectivul Rockstar este ca jucătorii să simtă cu adevărat ceea ce încercăm să facem." Houser a continuat să spună: "Jocurile noastre până acum au fost diferite de oricare alt gen Arhivat în 3 septembrie 2023, la Wayback Machine. care exista în acel moment; am creat noi genuri cu jocurile noastre, cum ar fi seria GTA. Nu ne-am bazat pe recomandările dintr-un manual de afaceri pentru a face ceea ce am făcut... Dacă facem genul de jocuri pe care dorim să le jucăm, atunci credem că oamenii le vor cumpăra."
Compania s-a implicat în activități de caritate, de la susținerea campaniei Movember și oferirea aparițiilor în jocuri ca premii la tombolă, până la transmisii live de caritate.

## Jocuri
Articolul principal: Lista de jocuri video publicate de Rockstar Games Arhivat în 3 septembrie 2023, la Wayback Machine.

## Alte proiecte

### Rockstar Loft
În 1999, Donovan și Sam Houser au colaborat cu John Davis pentru a înființa clubul de noapte Rockstar Loft. Davis fusese cofondator și promotor pentru Body & Soul, o "petrecere fără listă de oaspeți, fără coardă de catifea" organizată săptămânal la Clubul Vinyl din cartierul Tribeca. Când fondatorul Rockstar Games a sosit pentru prima dată în New York City, fostul DJ Donovan a fost impresionat în mod deosebit de Body & Soul, și au devenit apropiați cu echipa clubului, inclusiv Davis și celălalt fondator al său, DJ François K. Davis încercase să înființeze și alte astfel de evenimente, în timp ce Donovan și Houser doreau să obțină publicitate pentru tânărul Rockstar Games, astfel că au înființat Rockstar Loft. Conform lui Donovan, evenimentul trebuia să servească ca alternativă pentru cele care erau prea costisitoare sau la care participanții erau "buldozați de securitate". El a exclus instalarea de jocuri video la locație pentru a se concentra pe muzică și pentru a evidenția artiștii.
Deoarece nu își puteau permite publicitate frecventă la televizor, Rockstar Games a apelat la echipe de marketing guerrilla care distribuiau postere și autocolante. Biletele pentru Rockstar Loft nu erau vândute în avans. În schimb, potențialii participanți erau rugați să sune la un număr de telefon și să răspundă la șapte întrebări despre personalitatea lor. Dacă răspunsurile erau pe placul operatorului, apelantul primea biletul de intrare prin poștă. Primul Rockstar Loft a avut loc în vestul cartierului Chelsea, Manhattan, la 30 octombrie 1999, cu Andi Hanley (un obișnuit al Body & Soul), Bob Sinclar și Dimitri din Paris ca DJ-i principali. Ulterior, evenimentul a avut loc "la câteva luni", cu o altă ediție la 19 februarie 2000. Mai târziu în acel an, Rockstar Loft a fost închis.

### Filme
Kirk Ewing - un prieten al fraților Houser care a lucrat cu Rockstar Games la State of Emergency - a declarat că, în jurul lansării Grand Theft Auto III în 2001, Rockstar Games a primit o ofertă de 5 milioane de dolari pentru un film bazat pe franciza Grand Theft Auto. A primit un apel telefonic de la un producător din Los Angeles care solicita drepturile pentru un film regizat de Tony Scott, regizorul filmului Top Gun, și cu rapperul Eminem în rol principal. Când a transmis această propunere lui Sam Houser, Houser a spus că nu este interesat.
În 2004, Rockstar Games a produs filmul dramatic de sport The Football Factory. Bazat pe cartea cu același nume scrisă de John King, filmul se învârte în jurul huliganismului organizat în fotbal din Regatul Unit. Compania a produs, de asemenea, Sunday Driver, un documentar despre Majestics Lowrider Club din Compton, California, și The Introduction, un film animat care detaliază evenimentele care au condus la Grand Theft Auto: San Andreas. Ambele au fost incluse în ediția specială a jocului lansată în 2005.

### GTA RP Week Twitch
În perioada 15 decembrie 2023 - 21 decembrie 2023, Rockstar Games a oferit peste 600.000 de abonamente Twitch pe platforma Twitch în cadrul GTA RP Week. În această perioadă, fanii selectați au avut posibilitatea de a răscumpăra un abonament cadou sau un abonament de nivel 1 pe o lună la un canal Twitch la alegere, prin oferirea de jetoane. Telespectatorii trebuiau să urmărească un streamer GTA RP din categoria evenimentului în perioada respectivă pentru a primi jetoane. Colaborarea dintre Rockstar Games și Twitch în cadrul acestui eveniment este unică până în prezent.

## CircoLoco Records
În mai 2021, Rockstar Games a lansat casa de discuri CircoLoco Records Arhivat în 3 septembrie 2023, la Wayback Machine. în colaborare cu Circoloco, o petrecere de dans cu sediul în Ibiza. Colaborarea a crescut dintr-o prietenie dintre Sam Houser și promotorul Circoloco, Antonio Carbonaro. Conform lui Nick Benedetti, managerul petrecerii, Rockstar Games și Circoloco intenționau să "contribuie cu ceva nou și semnificativ" în scena muzicii de dans, care a întâmpinat dificultăți din cauza lockdown-urilor impuse de pandemia COVID-19. Primul material lansat de CircoLoco Records, "Monday Dreamin'", a fost lansat sub forma unor EP-uri începând cu iunie 2021.

## Sediul Rockstar Games
Rockstar Games se poate găsi la adresa 622 Broadway, New York City, NY 10012, SUA; parte a birourilor lui Take-Two Interactive. Este centrul tuturor subdiviziunlor Rockstar din toată lumea, de asemenea tot acolo sunt departamentele relații cu publicul, marketing și promovarea jocurilor.

### Filiale Rockstar
| Logo | Nume                 | Descriere |
| ---- | -------------------- | --- |
|      | Rockstar Leeds       | Cunoscut și sub numele de Mobius Entertainment. Are sediul în cartierul Armley, Leeds, Marea Britanie și a creat jocurile GTA:LCS și GTA:VCS pentru PSP.                                                                             |
|      | Rockstar Lincoln     | Cunoscut înainte, drept Tarantula Studios. Are sediul în Lincoln, Anglia și se ocupă cu traducerea jocurilor în diferite limbi. |
|      | Rockstar London      | A fost fondat în 2005, după ce Rockstar Vienna a fost desființat și s-a ocupat de reazliarea jocului Manhunt 2. |
|      | Rockstar New England | Cunoscut înainte drept Mad Doc Software, este cel mai nou membru din familia Rockstar, cumpărat la data de 4 aprilie 2008. Sediul este în Andover, New England, Massachusetts.                                                       |
|      | Rockstar North       | Cel mai vech membru al familiei Rockstar, cunoscut înainte sub numele de DMA Design, a realizat faimosul joc GTA, a dat startul la Manhunt și Manhunt 2 și a creat jocul de succes Lemmings(1991). Sediul este la Edinburgh, Scoția. |
|      | Rockstar San Diego   | Înainte cunoscut sub numele de Angel Studios, a realizat jocurile Red Dead Revolver, Smuggler's Run, Midtown Madness și Midnight Club. Tot ei au creat și motorul grafic RAGE                                                        |
|      | Rockstar Toronto     | Zis și Rockstar Canada, a creat jocul The Warriors, adaptat după film,a mai creat Grand Theft Auto IV, Grand Theft Auto IV: The Ballad of Gay Tony și Grand Theft Auto IV: The Lost And Damned pentru Calculator.                    |
|      | Rockstar Vancouver   | Cunoscut înainte drept Barking Dog Studios, a realizat jocul Bully pentru PS2. Rockstar Vancouver a fost închis pe data de 9 mai 2012.                                                                                               |
|      | Rockstar Vienna      | Cunoscut înainte drept neo Software, a refăcut Max Payne pentru console și cea mai mare parte din Manhunt. A fost închis pe data de 11 mai 2006.                                                                                     |
|      | Rockstar Dundee      | Cunoscut înainte drept Ruffan Games. |

## Alți parteneri
- Bungie(creatorul lui Halo) a creat jocul Oni. Înainte ca Bungie să fie cumpărat de Microsoft, a lansat jocul Halo pe PC, Mac OS X și PS2 cu Rockstar drept publicator.
- Capcom care a folosit studioul din San Diego să realizeze jocul Red Dead Revolver are acum drepturile pentru publicarea GTA în Japonia.
- Dubtitle și Mic Neumann au colaborat la realizarea jocurilor State of Emergency și Grand Theft Auto.
- Digital Eclipse Softwaret și Rockstar au colaborat la realizarea Grand Theft Auto: Advance
- Edge of Reality a lucrat la Truck Madness 64.
- Opus, împreună cu ASCII Entertainment au lucrat la Surfing H3O.
- Pixelogic a lucrat la The Italian Job.
- Remedy Entertainment a contribuit la seria Max Payne.
- Team Bondi lucrează momentan la L.A. Noire, care s-ar putea să fie exclusiv pentru PS3
- VIS Entertainment este cunoscut pentru realizarea jocului State of Emergency.
- Z-Axis a creat Thrasher presents Skate and Destroy.
- Image Metrics a făcut cel mai mult din animația facială din jocurile Grand Theft Auto: San Andreas, Grand Theft Auto IV, Bully, Grand Theft Auto: Liberty City Stories, Grand Theft Auto: Vice City Stories, Midnight Club 3: DUB Edition, Rockstar Table Tennis, și The Warriors.

## Jocuri
Aici este o listă a tuturor jocurilor dezvoltate de Rockstar Games, cu excepția relansărilor unor jocuri care originează de la alți dezvoltatori.
| Anul | Jocul                                                  | Platformă | Dezvoltator                                      |
| ---- | ------------------------------------------------------ | --- | ------------------------------------------------ |
| 1999 | Grand Theft Auto: London 1969                          | Microsoft Windows, MS-DOS, PlayStation                                                                               | Rockstar Canada                                  |
| 1999 | Monster Truck Madness 64                               | Nintendo 64 | Edge of Reality                                  |
| 1999 | Grand Theft Auto: London 1961                          | Microsoft Windows, MS-DOS                                                                                            | Rockstar Canada                                  |
| 1999 | Thrasher Presents Skate and Destroy                    | PlayStation | Z-Axis                                           |
| 1999 | Grand Theft Auto                                       | Game Boy Color | Tarantula Studios                                |
| 1999 | Grand Theft Auto 2                                     | Dreamcast, Game Boy Color, Microsoft Windows, PlayStation                                                            | DMA Design, Tarantula Studios (GBC)              |
| 1999 | Earthworm Jim 3D                                       | Nintendo 64 | VIS Entertainment                                |
| 1999 | Evel Knievel                                           | Game Boy Color | Tarantula Studios                                |
| 2000 | Wild Metal                                             | Dreamcast | DMA Design                                       |
| 2000 | Austin Powers: Oh, Behave!                             | Game Boy Color | Tarantula Studios                                |
| 2000 | Austin Powers: Welcome to My Underground Lair!         | Game Boy Color | Tarantula Studios                                |
| 2000 | Midnight Club: Street Racing                           | Game Boy Advance, PlayStation 2                                                                                      | Angel Studios, Rebellion Developments (GBA)      |
| 2000 | Smuggler's Run                                         | Game Boy Advance, PlayStation 2                                                                                      | Angel Studios, Rebellion Developments (GBA)      |
| 2000 | Surfing H3O                                            | PlayStation 2 | Opus                                             |
| 2001 | Oni                                                    | PlayStation 2 | Bungie West                                      |
| 2001 | The Italian Job                                        | PlayStation | Pixelogic                                        |
| 2001 | Grand Theft Auto III                                   | Android, Fire OS, iOS, macOS, Microsoft Windows, PlayStation 2, Xbox                                                 | DMA Design                                       |
| 2001 | Smuggler's Run 2: Hostile Territory                    | PlayStation 2 | Angel Studios                                    |
| 2001 | Max Payne                                              | Android, Game Boy Advance, iOS, PlayStation 2, Xbox                                                                  | Möbius Entertainment (GBA), Remedy Entertainment |
| 2002 | State of Emergency                                     | PlayStation 2, Xbox                                                                                                  | VIS Entertainment                                |
| 2002 | Smuggler's Run: Warzones                               | GameCube | Angel Studios                                    |
| 2002 | Grand Theft Auto: Vice City                            | Android, Fire OS, iOS, macOS, Microsoft Windows, PlayStation 2, Xbox                                                 | Rockstar North                                   |
| 2003 | Midnight Club II                                       | Microsoft Windows, PlayStation 2, Xbox                                                                               | Rockstar San Diego                               |
| 2003 | Max Payne 2: The Fall of Max Payne                     | Microsoft Windows, PlayStation 2, Xbox                                                                               | Remedy Entertainment                             |
| 2003 | Manhunt                                                | Microsoft Windows, PlayStation 2, Xbox                                                                               | Rockstar North                                   |
| 2004 | Red Dead Revolver                                      | PlayStation 2, Xbox                                                                                                  | Rockstar San Diego                               |
| 2004 | Grand Theft Auto Advance                               | Game Boy Advance | Digital Eclipse                                  |
| 2004 | Grand Theft Auto: San Andreas                          | Android, Fire OS, iOS, macOS, Microsoft Windows, PlayStation 2, PlayStation 3, Windows Phone, Xbox, Xbox 360         | Rockstar North                                   |
| 2005 | Midnight Club 3: Dub Edition                           | PlayStation 2, PlayStation Portable, Xbox                                                                            | Rockstar San Diego                               |
| 2005 | The Warriors                                           | PlayStation 2, PlayStation Portable, Xbox                                                                            | Rockstar Toronto                                 |
| 2005 | Grand Theft Auto: Liberty City Stories                 | Android, Fire OS, iOS, PlayStation 2, PlayStation Portable                                                           | Rockstar Leeds, Rockstar North                   |
| 2006 | Midnight Club 3: Dub Edition Remix                     | PlayStation 2, Xbox                                                                                                  | Rockstar San Diego                               |
| 2006 | Rockstar Games Presents Table Tennis                   | Wii, Xbox 360 | Rockstar San Diego                               |
| 2006 | Bully                                                  | Android, iOS, Microsoft Windows, PlayStation 2, Wii, Xbox 360                                                        | Rockstar Vancouver                               |
| 2006 | Grand Theft Auto: Vice City Stories                    | PlayStation 2, PlayStation Portable                                                                                  | Rockstar Leeds, Rockstar North                   |
| 2007 | Manhunt 2                                              | Microsoft Windows, PlayStation 2, PlayStation Portable, Wii                                                          | Rockstar London                                  |
| 2008 | Grand Theft Auto IV                                    | Microsoft Windows, PlayStation 3, Xbox 360                                                                           | Rockstar North                                   |
| 2008 | Midnight Club: Los Angeles                             | PlayStation 3, Xbox 360                                                                                              | Rockstar San Diego                               |
| 2008 | Midnight Club: L.A. Remix                              | PlayStation Portable                                                                                                 | Rockstar London                                  |
| 2009 | Grand Theft Auto IV: The Lost and Damned               | Microsoft Windows, PlayStation 3, Xbox 360                                                                           | Rockstar North                                   |
| 2009 | Grand Theft Auto: Chinatown Wars                       | Android, Fire OS, iOS, Nintendo DS, PlayStation Portable                                                             | Rockstar Leeds, Rockstar North                   |
| 2009 | Beaterator                                             | iOS, PlayStation Portable                                                                                            | Rockstar Leeds                                   |
| 2009 | Grand Theft Auto IV: The Ballad of Gay Tony            | Microsoft Windows, PlayStation 3, Xbox 360                                                                           | Rockstar North                                   |
| 2010 | Red Dead Redemption                                    | PlayStation 3, Xbox 360                                                                                              | Rockstar San Diego                               |
| 2010 | Red Dead Redemption: Undead Nightmare                  | PlayStation 3, Xbox 360                                                                                              | Rockstar San Diego                               |
| 2011 | L.A. Noire                                             | Microsoft Windows, Nintendo Switch, PlayStation 3, PlayStation 4, Xbox 360, Xbox One                                 | Team Bondi                                       |
| 2012 | Max Payne 3                                            | Microsoft Windows, PlayStation 3, Xbox 360                                                                           | Rockstar Studios                                 |
| 2013 | Grand Theft Auto V                                     | Microsoft Windows, PlayStation 3, PlayStation 4, Xbox 360, Xbox One, Playstation 5, Xbox Series X, Microsoft Windows | Rockstar North                                   |
| 2017 | L.A. Noire: The VR Case Files                          | Microsoft Windows | Videogames Deluxe                                |
| 2018 | Red Dead Redemption 2                                  | PlayStation 4, Xbox One, Microsoft Windows                                                                           | Rockstar San Diego                               |
| 2021 | Grand Theft Auto: The Trilogy – The Definitive Edition | PC, PlayStation 5, PlayStation 4, Nintendo Switch                                                                    | Grove Street Games                               |

## Filme
| Anul | Filmul                                           | Gen            |
| ---- | ------------------------------------------------ | -------------- |
| 1999 | GTA 2 - Filmul                                   | Dramă cu crime |
| 2004 | The Football Factory                             | Dramă          |
| 2004 | Grand Theft Auto: San Andreas - The Introduction | Dramă cu crime |
| 2005 | Sunday Driver                                    | Documentar     |
| 2010 | Red Dead Redemption: The Man from Blackwater     | Dramă Western  |

## Tehnologie
Rockstar Advanced Game Engine (RAGE) este un motor grafic care facilitează producerea jocurilor pe console Xbox 360, Xbox One, Playstation 3, Playstation 4 și Wii.
Rockstar Games Social Club este un serviciu online de gaming creat de Rockstar Games pentru aplicații de autentificare și multiplayer în cadrul jocurilor lor.

### Filiale
- Rockstar Leeds Arhivat în 16 martie 2016, la Wayback Machine.
- Rockstar Lincoln
- Rockstar London
- Rockstar New England
- Rockstar North
- Rockstar San Diego
- Rockstar Toronto